# Њу Брајтон (Минесота)
Њу Брајтон (енгл. New Brighton) град је у америчкој савезној држави Минесота.

## Демографија
По попису из 2010. године број становника је 21.456, што је 750 (-3,4%) становника мање него 2000. године.
| Група             | 2000.          | 2010.          |
| Белци             | 19.487 (87,8%) | 17.192 (80,1%) |
| Афроамериканци    | 738 (3,3%)     | 1.425 (6,6%)   |
| Азијати           | 972 (4,4%)     | 1.303 (6,1%)   |
| Хиспаноамериканци | 393 (1,8%)     | 934 (4,4%)     |
| Укупно            | 22.206         | 21.456         |